# Ranupane
Ranupane is een bestuurslaag in het regentschap Lumajang van de provincie Oost-Java, Indonesië. Ranupane telt 1293 inwoners (volkstelling 2010).